# Human Rights Foundation
Pour les articles homonymes, voir HRF.
La Human Rights Foundation (HRF) est une organisation à but non lucratif qui promeut et protège les droits de l'homme dans le monde, en mettant l'accent sur les sociétés fermées. La HRF organise le Oslo Freedom Forum (en) (OFF).
La HRF a été créée en 2005 par Thor Halvorssen, un producteur de film et activiste des droits de l'homme vénézuélien. Le siège de la fondation est à New York. L'ancien champion du monde d'échecs russe Garry Kasparov en est l'actuel président.

## Organisation
La mission de la fondation est de « rassembler les gens dans la cause commune de la défense des droits de l'homme et de promouvoir la démocratie libérale. Notre mission est de veiller à ce que la liberté soit préservée et promue »,.
Le site web de la Human Rights Foundation indique que la fondation adhère à la définition des droits de l'homme énoncée dans le pacte international de 1976, relatif aux droits civils et politiques, estimant que tous les individus ont le droit de parler librement, de pratiquer la religion de leur choix, de s'associer avec les personnes voulues, d'acquérir et de disposer de biens, le droit de libre circulation, le droit à l'égalité de jugement, le droit de participer au gouvernement de leur pays, et que chaque individu doit être protégé contre l'esclavage, la torture, ainsi qu'à l'entrave à la conscience.
La fondation est dirigée par un conseil international composé d'anciens prisonniers politiques, tels que Vladimir Bukovsky, Mutabar Tadjibaeva, Jacqueline Moudeina, Abdel Nasser Ould Ethmane, Park Sang Hak, Palden Gyatso, Elie Wiesel, et Harry Wu, ainsi que le premier ministre estonien Mart Laar, l'ancien président du Venezuela Ramón José Velásquez, et le commentateur politique Álvaro Vargas Llosa. Kenneth Anderson (juriste) (en), juriste et professeur de droit, est également membre du conseil. Anderson a été directeur fondateur de la division Armes de la fondation Human Rights Watch, puis avocat général du réseau de fondations Open Society Foundations, créé par George Soros. Le conseil international de la Human Rights Foundation a été présidé par Václav Havel jusqu'à son décès en décembre 2011. Le conseil est actuellement dirigé par l'ancien champion du monde d'échecs Garry Kasparov.
Selon le ‘New York Times, la fondation a aidé à faire sortir clandestinement des activistes de pays répressifs, a participé à promouvoir certains d'entre eux, et en a mis d'autres en relation avec des acteurs de la finance et de la recherche technologique de premier plan.

## Financement
La Human Rights Foundation déclare que les dons sont acceptés « avec une compréhension catégorique du fait que la fondation est libre de rechercher et d’enquêter quel que soit le lieu et les conclusions où de telles enquêtes peuvent mener ». Si une personne ou une fondation a contribué au travail de la fondation, cela ne signifie pas que cette dernière approuve nécessairement les opinions ou opinions exprimées par cette personne ou cette fondation. La Human Rights Foundation publie tous les noms de ses donateurs, à l'exception de ceux qui demandent à ne pas être publiés.
Selon les informations financières publiées sur son site web, les donateurs incluent l'acteur Kelsey Grammer, le défenseur des droits humains Bill Browder, l'actrice Anne Archer, le professeur d'Harvard Steven Pinker, le fondateur de la Bitcoin Foundation Brock Pierce, l'acteur Gary Sinise l'investisseur Peter Thiel et le créateur de mode Zang Toi.[réf. nécessaire]
La Human Rights Foundation a également reçu des fonds de nombreuses fondations, notamment la Foundation Arcus , la Greater New Orleans Foundation, la fondation Lynde et Harry Bradley, la Community Foundation of Wyoming, la Combined Federal Campaign, la fondation Sarah Scaife, la fondation pour la démocratie en Russie, la fondation John Templeton, la fondation Roger Firestone et la fondation de bienfaisance Vanguard. Elle est également soutenu par la fondation Brin Wojcicki, créée par Sergey Brin, cofondateur de Google, et Anne Wojcicki, analyste en biotechnologie.
En 2014, la fondation a reçu une subvention de 1 million de dollars de la fondation John Templeton pour un programme intitulé Speaking Freely en français : « Parler librement », un projet de recherche juridique comparatif pour le droit et la démocratie, qui vise à mieux informer les décideurs du monde entier et le public sur la valeur d'une grande loi universelle sur la liberté d'expression.
L'Oslo Freedom Forum est une conférence annuelle de la Human Rights Foundation à Oslo, en Norvège, soutenue par plusieurs institutions de subvention en Scandinavie et aux États-Unis par le biais de la fondation, dont Friit Ord, la ville d'Oslo, la Fondation Thiel, le ministère royal Norvégien des affaires étrangères, Amnesty International Norvège, Plan Norvège, la fondation Brin Wojcicki, ou encore la Human Rights House Foundation. Le Oslo Freedom Forum est également approuvé par le Centre Nobel de la paix, l'université d'Oslo, l'Union des auteurs norvégiens et le Centre d'Oslo pour la paix et les droits de l'homme. Il a également reçu un soutien financier du gouvernement norvégien.
En juin 2020, HRF entreprend la création d'un fonds pour développer l'anonymat du Bitcoin. En effet, Alex Gladstein, représentant technique de la fondation indique que les défenseurs et les journalistes du monde entier font face à une répression financière en hausse et leurs financements sont surveillés. Ainsi, Bitcoin peut les aider dans leur travail ou combat. Pour rappel, la fondation peut être soutenue via des dons de bitcoins.[réf. nécessaire]

## Campagnes par pays

### Bolivie
En 2007, la Human Rights Foundation a diffusé plusieurs communiqués sur le cas d'Amaury Samartino, réfugié cubain qui vivait en Bolivie depuis 2000, expulsé après avoir été détenu depuis dix-sept jours pour avoir critiqué les gouvernements bolivien et cubain[réf. nécessaire]. La fondation a déclaré Amaury Samartino prisonnier d'opinion. Peu de temps après, il a obtenu l'asile politique en Norvège.
La fondation a également assumé, avec un groupe d'observateurs internationaux d'Argentine, du Paraguay, et de deux autres organisations non-gouvernementales des États-Unis, le rôle d'observateur international lors du referendum sur l'autonomie de Santa Cruz[Quand ?]. La même année, la Human Rights Foundation a publié un rapport sur la justice communautaire et le lynchage en Bolivie. Selon ce rapport, l'absence de législation réglementant la justice communautaire en Bolivie avait entraîné une interprétation erronée du concept, avec des conséquences fatales pour la société, qui avait connu une escalade de la violence par le biais du lynchage[réf. nécessaire]. En octobre 2008, la fondation a publié un rapport sur les causes de la violence à caractère politique, qui a entraîné la mort d'au moins 21 personnes et en a blessé des centaines d'autres en Bolivie. Le rapport a constaté que le discours officiel du gouvernement bolivien violait la liberté d’expression, car il provoquait des attaques contre les médias et incitait à la violence et à la haine raciale[réf. nécessaire].
Le 15 janvier 2008, la fondation a publié un rapport exprimant son inquiétude face à une augmentation apparente des pratiques illégales telles que le lynchage, les coups, la lapidation, la pendaison et l'immolation. D'après la fondation, ces formes de torture et de châtiment corporel ont été pratiquées dans les zones rurales de Bolivie sous la bannière de la justice communautaire. Le rapport de la Human Rights Foundation recommandait au gouvernement bolivien que la nouvelle constitution proposée tienne compte de cette situation et élabore soigneusement le système de justice communautaire de manière à respecter les garanties d'une procédure juste et régulière[réf. nécessaire].
Une antenne de l'organisation, portant le nom de HRF-Bolivia a été créée en 2007 et a fonctionné jusqu'en juin 2009, période au cours de laquelle elle a publié plusieurs rapports et communications officielles dénonçant les violations des droits de l'homme en Bolivie, qui sont toujours publiés sur leur site web,.
Les autorités boliviennes ont inculpé en 2010 39 ressortissants boliviens qu'elle estime impliqués dans un projet d’attentat contre le président Evo Morales et le vice-président Alvaro García Linera, dirigé par Eduardo Rózsa-Flores, citoyen hongrois bolivien tué lors d'une tentative d'interpellation de la police bolivienne en avril 2009. Les 39 personnes inculpées, dont beaucoup ont depuis obtenu l'asile politique dans différents pays comme le Brésil, ont été inculpées de crimes de séparatisme et d'insurrection. Parmi eux, Hugo Achá, avocat et commentateur de télévision bolivien, président bénévole du conseil de HRF-Bolivia jusqu'en mai 2009. Achá a nié toute implication, affirmant qu'il avait rencontré M. Rósza à quelques reprises lorsque ce dernier l'avait approché. en sa qualité de journaliste, avec une demande d'informations sur les droits de l'homme. Il a reçu l'asile politique aux États-Unis.
Le conseil d'administration d'HRF-Bolivia a démissionné après avoir précisé qu'il n'y avait aucun lien entre l'institution et les accusations personnelles portées contre son président du conseil d'administration et des dizaines d'autres personnes et organisations.

### Chine
En 2011, la fondation a annoncé son adhésion au comité international de soutien à Liu Xiaobo. Le comité consiste en une « coalition composée de six lauréats du prix Nobel de la paix et de 15 organisations non gouvernementales », formée pour défendre et défendre la libération du lauréat du prix Nobel de la paix 2010, Liu Xiaobo et son épouse Liu Xia. détenus en Chine.

### Cuba
En septembre 2012, le fondateur de la Human Rights Foundation, Thor Halvorssen, a adressé une lettre ouverte à Ted Marlow, PDG d'Urban Outfitters, lui demandant de reconsidérer la vente de vêtements estampillés Che Guevara « pour les milliers de personnes qui ont péri dans la révolution cubaine, ainsi que pour les 11 millions de Cubains qui subissent encore un système totalitaire ». Il a été signalé qu'en octobre 2012, Urban Outfitters a retiré la marchandise en réponse à cette indignation.
En mai 2013, la fondation a décerné le prix Václav-Havel pour la dissidence créatrice aux Dames en Blanc (Las Damas de Blanco). En 2015, le prix a été décerné à Danilo Maldonado, El Sexto, graffeur et activiste cubain arrêté en décembre 2014 pour avoir tenté de mettre en scène une œuvre de performance au centre de La Havane.

### République dominicaine
The Sugar Babies : Le sort des enfants des travailleurs agricoles dans l’industrie sucrière (2007) est un long métrage documentaire sur l’exploitation dans les plantations de sucre de la République dominicaine. Le film, raconté par Edwidge Danticat, suggère que les descendants d’esclaves africains venus d’Haïti vivent et travaillent dans des conditions injustes semblables à « l’esclavage moderne ». Il a été financé par la fondation. Il a été présenté pour la première fois à l'université internationale de Floride le 27 juin 2007. Le documentaire a suscité des protestations de la part des frères Fanjul, l’un des plus grands bénéficiaires de la traite d’êtres humains présentés dans le film.

### Équateur
En mars 2008, la Human Rights Foundation a écrit au président équatorien Rafael Correa pour demander la libération du gouverneur emprisonné de la province d'Orellana, Guadalupe Llori, laissant entendre que les accusations portées contre elle étaient politiquement motivées. Plus tard en mars, Amnesty International a déclaré que le gouverneur Guadalupe Llori était peut-être prisonnier d'opinion et prisonnier politique, et en juin, la Human Rights Foundation a déclaré qu'il était considéré comme les deux[réf. nécessaire]. Selon la Human Rights Foundaiton, Llori a été emprisonné pour des accusations de terrorisme montées de toutes pièces par le gouvernement. Elle a été envoyée à la prison d'El Inca où elle est restée environ dix mois. La fondation a communiqué avec le groupe de travail des Nations-Unies sur sa détention arbitraire, plaidant qu’elle activait sa procédure d’action urgente et adresserait un appel au gouvernement de l’Équateur pour obtenir la libération immédiate du prisonnier politique Guadalupe Llori[réf. nécessaire]. La fondation lui a rendu visite en prison. Elle a finalement été libérée après une intense campagne internationale et a crédité la Human Rights Foundation de sa libération. Elle a été réélue gouverneur d’Orellana en avril 2009.
Le 6 février 2011, le journaliste équatorien Emilio Palacio a publié un article intitulé No to Lies en français : « Non aux mensonges », qui critiquait le gouvernement équatorien et le président Correa. En conséquence, lui et trois dirigeants du journal qui a publié l’article ont été condamnés à trois ans de prison et à une amende de 40 millions de dollars, payables à Correa lui-même. Le 31 octobre 2011, la Human Rights Foundation a envoyé une lettre à la Cour nationale de justice de l'Équateur, leur demandant de renverser la décision, qualifiée d'odieuse par le président de la fondation, Thor Halvorssen. Palacio réside actuellement aux États-Unis, après avoir obtenu l'asile.
Dans son rapport juridique sur l'affaire, la fondation a conclu que l'État équatorien « avait violé l'interdiction de restreindre la liberté d'expression par l'application des lois officielles sur la diffamation et l'outrage. De même, l'État équatorien a violé l'interdiction d'imposer des sanctions civiles disproportionnées pour exercer le droit à la liberté d'expression ».

### Guinée Équatoriale
En 2012, la Human Rights Foundation a annoncé qu'elle se concentrerait davantage sur les Amériques pour inclure la Guinée équatoriale, le Kazakhstan et Singapour, affirmant qu'ils « visent désormais à mettre en lumière les abus dans trois autres pays dont les gouvernements se font eux-mêmes publicité pour masquer leurs crimes, avec de grandes campagnes de relations publiques ». En août de la même année, la fondation a demandé à l'ancien président américain Bill Clinton, qui selon les documents fiscaux, est le « président honoraire » de la fondation Leon H Sullivan, à révoquer la décision de la fondation de permettre à Teodoro Obiang d'héberger le Sullivan Summit. Halvorssen dira par la suite à propos de Clinton : « l'épouse de Monsieur Clinton est la secrétaire d'État américain... Il semble étonnant qu'elle se permette de s'associer si étroitement à un vil dictateur ». En 2013, à la suite de la campagne de la Human Rights Foundation, la fondation Sullivan a fermé ses portes.

### Haiti
Après le tremblement de terre de 2010 en Haïti, La Human Rights Foundation a lancé une campagne de collecte de fonds auprès de Hollywood et de célébrités sportives pour un programme alimentaire consacré aux enfants de la communauté de St Clare à Port-au-Prince. Le programme a été lancé en 2000 par l’auteur américaine Margaret Trost et par Gérard Jean-Juste, un ancien prisonnier d’opinion d’Amnesty International qui a été le prêtre de la communauté de St. Clare. La campagne de la fondation comprenait les acteurs Kelsey Grammer, Patricia Heaton, Gary Sinise, Angie Harmon et le cornerback de la NFL, Jason Sehorn. La campagne visait à fournir 160 000 repas aux enfants[réf. souhaitée].

### Kazakhstan
En octobre 2012, la fondation a diffusé une lettre au Congrès des États-Unis détaillant les crimes de Noursoultan Nazarbaïev, le président du Kazakhstan, à savoir ceux du massacre de Zhanaozen le 16 décembre 2011. En réponse à cette lettre, une poursuite des lobbies du Kazakhstan. En novembre 2012, HRF et UN Watch ont invité des militants du Venezuela, du Pakistan et du Kazakhstan à parler des violations des droits de l'homme dans leurs pays[réf. souhaitée].
En décembre 2013, la fondation a adressé au rapporteur spécial des Nations unies une pétition lui demandant d'entamer le processus de lettre d'allégation au gouvernement du Kazakhstan concernant la répression contre les médias indépendants K-plyus, Stan TV, Respublika et Vzglyad de décembre 2012. La pétition demandait au rapporteur spécial des Nations unies de demander au gouvernement du Kazakhstan, entre autres, « une réponse officielle et complète concernant la violation par l'État de ses obligations internationales en vertu des articles 19 et 20 du Pacte international relatif aux droits civils et politiques (PIDCP), en particulier dans le cas des procédures judiciaires contre K-plyus, Stan TV, Respublika et Vzglyad ».
Auparavant, la Human Rights Foundation avait publié un rapport juridique concluant que les décisions des tribunaux du Kazakhstan d'interdire toutes les publications, émissions et diffusion d'informations par les journaux Respublika et Vzglyad et les chaînes de télévision K-plyus et Stan TV portait atteinte au droit à la liberté d'expression de ces médias, ainsi qu'aux droits des individus qui publient leurs opinions par leur intermédiaire, et le droit du public de recevoir ces informations et opinions[réf. souhaitée].

### Corée du Nord
En 2015, la Human Rights Foundation a aidé à organiser et à financer un lâcher de ballons de 10 000 exemplaires d'une version éditée du film L'Interview qui tue ! sur la Corée du Nord. Auparavant, la fondation « a financé des lâchers de ballons, des émissions de télévision, des livres et des films pendant plusieurs années, mais rien de plus médiatisé et de plus grossier envers Kim Jong Un que L'interview qui tue ».
Selon Wired, le programme nord-coréen de la fondation est « une initiative qui réunit des militants en Corée avec des techniciens et des militants en Occident ». En 2014, la fondation a accueilli le premier hackathon au monde aux bureaux de Code for America à San Francisco. Selon le Wall Street Journal, « une centaine de hackers, de codeurs et d'ingénieurs se sont réunis à San Francisco pour réfléchir aux moyens de réduire la fracture de l'information qui sépare la Corée du Nord du reste du monde ».
En 2016, la Human Rights Foundation a fait passer, en fraudant, des clés USB avec des films et des émissions de télévision américains pour y diffuser le sentiment pro-occidental,. Les lecteurs flash ont été appelés « flash drives for Freedom » en français : « lecteurs flash pour la liberté ».

### Panama
En février 2011, Francisco Gómez Nadal et María Pilar Chato, journalistes et bénévoles de l'organisation de défense des droits humains Human Rights Everywhere (HREV), ont été arrêtés alors qu'ils surveillaient une petite manifestation des indigènes Ngäbe et Buglé qui protestaient contre les réformes Code des ressources de minerais du Panama.
Dans son rapport sur l'affaire, la Human Rights Foundation a établi que le « rapatriement librement consenti » de Gómez Nadal et Pilar Chato avait eu lieu sans garantie de procédure régulière et violait l'interdiction de l'expulsion arbitraire des étrangers, établie à l'article 22.6 de la Convention américaine relative aux droits de l'homme et à l'article 13 du Pacte international relatif aux droits civils et politiques[réf. souhaitée].

### Pakistan
En décembre 2011, la Human Rights Foundation a soumis au Rapporteur spécial des Nations unies un rapport juridique sur les lacunes du Pakistan dans le respect de son obligation de lutter contre la violence à l'égard des femmes. Le rapport juridique de la fondation conclut que le Pakistan doit faire un effort important pour faire en sorte que la législation visant à protéger les femmes contre la violence et la discrimination soit appliquée à tous les niveaux; que les programmes du gouvernement et de la société civile soient efficacement mis en œuvre, en mettant l'accent sur les zones rurales; et que l'éducation aux droits universels et à la protection égale en vertu de la loi touche autant les hommes que les femmes[réf. souhaitée].
En septembre 2012, la fondation a présenté une pétition et un rapport juridique au Rapporteur spécial des Nations unies, lui demandant d'envoyer une lettre au gouvernement pakistanais concernant son manque de diligence dans l'affaire Mukhtar Mai, un Pakistanais militant des droits de l’homme et victime d’un viol collectif en 2002.

### Russie
En février 2012, trois membres de Pussy Riot ont présenté une « prière punk » à la cathédrale du Christ Sauveur à Moscou pour protester contre l'Église orthodoxe russe, qui a ouvertement approuvé Poutine alors qu'il faisait campagne pour la réélection présidentielle.
En conséquence, en mars 2012, les trois femmes (Nadezhda Tolokonnikova, Maria Alyokhina et Yekaterina Samutsevich) ont été arrêtées et inculpées du crime de « hooliganisme motivé par la haine religieuse ». Le 17 août 2012, elles ont été retrouvées, jugées coupables et condamnés à deux ans de prison chacune.
Le 16 août 2012, la Human Rights Foundation a publié un rapport juridique concluant que « la Russie n'a pas établi que son ingérence dans la liberté d'expression de Pussy Riot (arrestation, détention, procès pénal, condamnation et deux ans de prison) était prescrite par la loi, poursuivait un objectif légitime et était nécessaire pour atteindre cet objectif ». Le rapport conclut : « La Russie a violé la norme européenne de liberté d'expression à laquelle elle doit se conformer en vertu de la Convention européenne des droits de l'homme ». Le 17 août 2012, le président de la fondation, Garry Kasparov, est arrêté par la police devant le Palais de justice de Moscou où se déroulait le procès de trois membres de Pussy Riot.

### Swaziland
En 2014, la Human Rights Foundation a invité Thulani Maseko, avocate spécialiste des droits de l'homme au Swaziland, à prendre la parole lors du Oslo Freedom Forum. Il a ensuite été emprisonné pour avoir diffamé le système judiciaire du roi.
Après une campagne médiatique internationale soutenue, Maseko a finalement été libéré.

### Ouganda
En 2009, un projet de loi visant à accroître la discrimination à l'encontre des homosexuels a refait surface en Ouganda et a été présenté au Parlement ougandais. La fondation et son fondateur Thor Halvorssen ont condamné le projet de loi, Halvorssen affirmant :

« Il existe des spéculations sur la question de savoir si le projet de loi en cours de discussion a abandonné la peine de mort pour punir les infractions d’homosexualité aggravée. Même si tel est le cas, les dispositions restantes du projet de loi et d’autres lois en vigueur en Ouganda qui encouragent la discrimination à l’égard des homosexuels sont encore honteuses et inacceptables. Toute personne a droit à la protection de la loi contre toute forme d'ingérence déraisonnable du gouvernement dans sa vie privée. »

### Venezuela
D'après le site web de la fondation, « la campagne de Caracas Nine se concentre sur le sort de neuf Vénézueliens qui ont exprimé leur avis et qui en ont payé le prix ». En Novembre 2007, la Human Rights Foundation a lancé une campagne vidéo mettant en lumière l'affaire de Francisco Ursón, général des armées à la retraite et ancien ministre du gouvernement du président Hugo Chávez, condamné à une peine de cinq ans et demi d'emprisonnement dans une prison à sécurité maximale, pour avoir fait une déclaration dans laquelle il se préoccupait des droits humains. En Novembre 2009, la cour interaméricaine des droits de l'homme a ordonné au Venezuela d'annuler l'affaire contre Fransisci Ursón, pour violation de la liberté d'expression et non-respect de la légalité. La cour a également à l'État vénézuelien de verser une indemnité de plus de 100 000 dollars à Ursón. Les neuf cas exposés lors de la campagne de Caracas Nine étaient :
- Fransisco Ursón
- Yon Goicoechea
- Alberto Federico Ravell
- Marta Colomina
- José Humberto Quintero
- Gustavo Azócar Alcalá
- Rubén González
- María Lourdes Afiuni
- Miguel Gernández Souquett.

En 2007, la fondation proteste contre le refus du gouvernement de renouveler la licence de radiodiffusion de la station de télévision RCTV. Elle créé notamment un site Web contenant des informations et une vidéo sur la censure. La Commission interaméricaine des droits de l'homme s'est déclarée préoccupée par ce défaut de renouvellement. La campagne contre le refus du renouvellement, pourtant soutenue par nombre de fondations telles qu'Amnesty International, Human Rights Watch, Freedom House, le Comité pour la protection des journalistes, le Comité mondial de la liberté de la presse, le Comité mondial de la liberté de la presse, ainsi que par de nombreux autres journalistes, n'a pas atteint son objectif du fait du désintérêt du gouvernement. En février 2011, la fondation a déposé un amicus curiae auprès de la cour interaméricaine de droits de l'homme dans l'affaire Leopoldo López Mendoza. López, un maire élu par le peuple, a été disqualifié, sans respect de la procédure, pour être réélu au pouvoir[réf. nécessaire].
En février 2014, la fondation reconnu le chef de l'opposition vénézuélienne Leopoldo López la qualité de prisonnier d'opinion. Elle s'est associé à de nombreuses personnalités et organisations internationales pour demander sa libération immédiate[réf. nécessaire]